# فرینتون و والتون
فرینتون و والتون (به انگلیسی: Frinton and Walton) یک بلوک شهری در بریتانیا است که در شرق انگلستان واقع شده‌است.

## خصوصیات
فرینتون و والتون ۱۹٬۰۳۹ نفر جمعیت دارد.